# Diego García (Fußballspieler, 29. Dezember 1996)
Diego García, vollständiger Name Diego Gonzalo García Cardozo, (* 29. Dezember 1996 in Salto) ist ein uruguayischer Fußballspieler.

## Karriere
Der 1,68 Meter große Mittelfeldspieler García spielte von 2010 bis 2012 für Ceibal in Salto. Anschließend war er von 2012 bis 2014 ebenfalls in Salto für Salto Nuevo aktiv. Von 2014 bis 2015 gehörte er dem Nachwuchsteam von Liverpool Montevideo an. 2015 wechselte er zu Juventud und war Mitglied der Nachwuchsmannschaft (Formativas). Beim Klub aus Las Piedras gehörte er erstmals am 21. November 2015 bei einem Ligaspiel der Profimannschaft dem Spieltagskader an, kam allerdings nicht zum Einsatz. Am 21. Februar 2016 debütierte er schließlich für Juventud in der Primera División, als er von Trainer Jorge Giordano am 3. Spieltag der Clausura beim 3:1-Auswärtssieg gegen den Liverpool FC in die Startelf beordert wurde. Insgesamt absolvierte er – jeweils ohne persönlichen Torerfolg – in der Spielzeit 2015/16 neun und in der Saison 2016 acht Erstligapartien. Während der Saison 2017 kam er zehnmal (kein Tor) in der Liga zum Einsatz. Ende Juli 2017 wurde er an den Zweitligisten Tacuarembó FC ausgeliehen.